# Vanity Fair (film 1915)
Vanity Fair è un film muto del 1915 diretto da Charles Brabin e Eugene Nowland.

## Trama
Nei primi anni dell'Ottocento, l'orfana Becky Sharp viene accolta caritatevolmente da una scuola femminile alla moda. Diventa così amica della dolce Amelia Sedley che la invita a casa sua. Becky vi si installa, progettando di conquistare Joseph, il fratello di Amelia, da cui vuole farsi sposare. I suoi piani vengono scompigliati quando i Sedley perdono la loro fortuna e Amelia si sposa con il ricco Osborne. Becky si sposa allora con Rawdon Crawley. Ma le sue vicissitudini non sono finite.

## Produzione
Il film, prodotto dalla Edison Company, venne girato a Boston e a Yonkers, in una scuola femminile vicina alla città. L'intero studio, per tutta la durata delle riprese, venne messo a disposizione del film che aveva un cast di oltre duecento persone.

## Distribuzione
Distribuito dalla Kleine-Edison Feature Services, il film uscì nelle sale cinematografiche statunitensi il 6 ottobre 1915.